# هال تجاس
هال تجاس (HAL Tejas) یک جنگندهٔ سبک چندمنظورهٔ هندی است که توسط آژانس توسعهٔ هوانوردی هند (ADA) با همکاری مرکز تحقیقات و طراحی هواپیما (ARDC) و هندوستان آیروناتیکس (HAL) برای نیروی هوایی و نیروی دریایی هند طراحی شده‌است. برنامهٔ ساخت این جنگنده در دههٔ ۱۹۸۰ برای جایگزینی جنگنده‌های قدیمی میگ-۲۱ هند آغاز شد. در سال ۲۰۰۳، این جنگنده رسماً «تجاس» نام گرفت. این هواپیما کوچک‌ترین و سبک‌ترین هواپیما در این رده از هواپیماهای رزمی با سرعت فراصوت در دورهٔ معاصر است.
تجاس دومین جنگندهٔ فراصوت است که توسط هال، پس از اچ‌ای‌ال اچ‌اف-۲۴ ماروت ساخته شده‌است. نخستین اسکادران تجاس در سال ۲۰۱۶ عملیاتی شد.
تجاس در حال حاضر دارای سه مدل تولیدی شامل تجاس مارک ۱، تجاس مارک ۲ و تجاس آموزشی است. نیروی هوایی هند (IAF) در حال حاضر سفارش ۴۰ تجاس مارک ۱ و ۸۳ تجاس مارک۱اِی و نوع آموزشی را داده‌است. این نیرو قصد دارد مجموعاً ۳۲۴ هواپیما را از هر سه نوع خریداری کند. انتظار می‌رود که مدل جدید و در حال توسعهٔ تجاس مارک ۲ نیز تا سال ۲۰۲۶–۲۰۲۷ برای تولید انبوه آماده شود.

## هزینه‌ها
- برنامهٔ ال‌سی‌ای: ۱٫۳ میلیارد دلار (تا مارس ۲۰۲۰)[۱۳]
- برنامهٔ موتور کاوری: ۲۸۰ میلیون دلار[۱۳]
- سایر طراحی‌ها و توسعه: ۱۶۰ میلیون دلار (تا ژانویهٔ ۲۰۲۱)[۱۴]

## پیشینهٔ عملیاتی

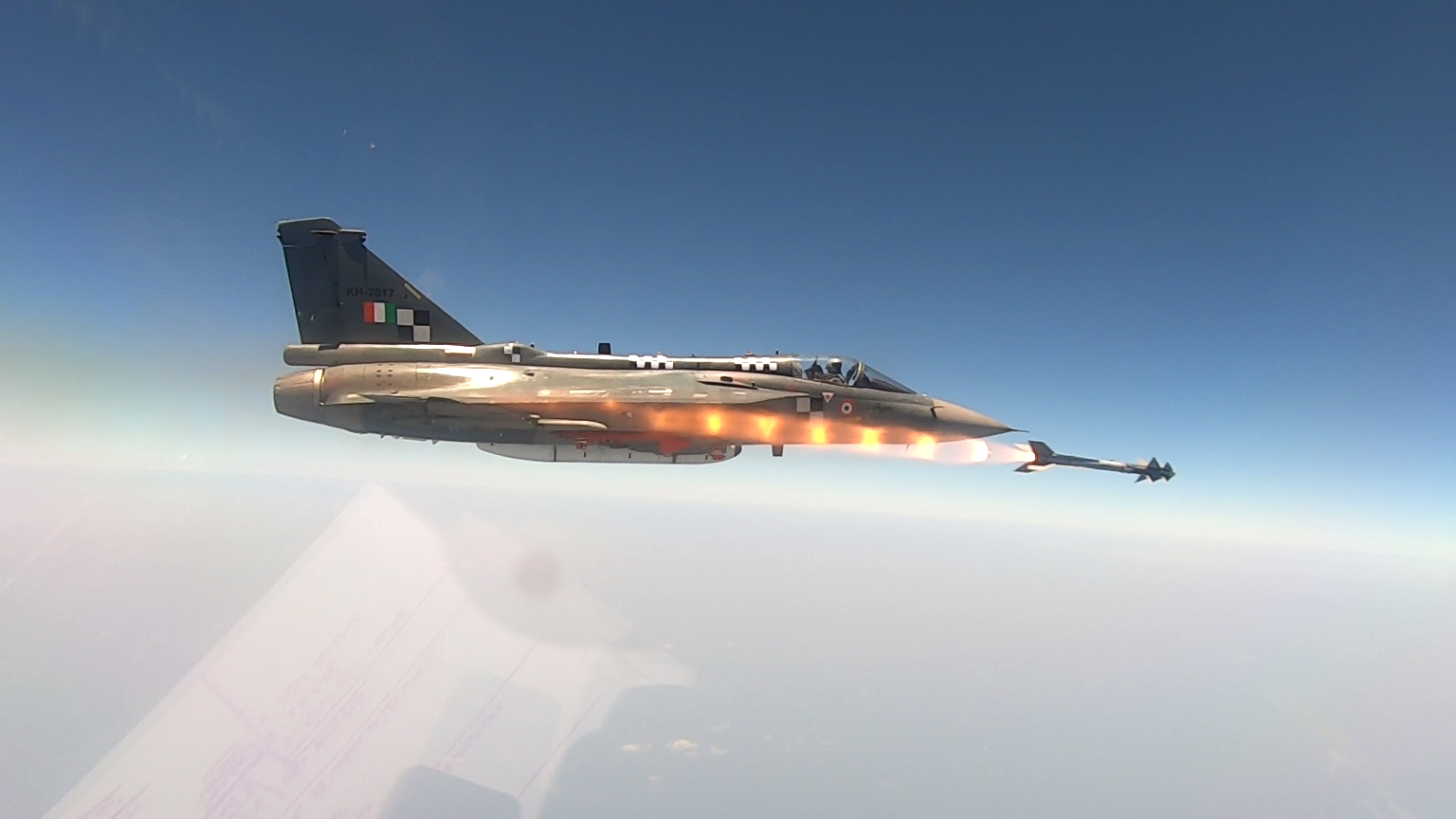
یک فروند تجاس، در حال شلیک موشک پایتون-۵

تشکیل نخستین اسکادران تجاس در ژوئیهٔ ۲۰۱۱ آغاز شد. نخستین اسکادران تجاس، اسکادران شماره ۴۵ نیروی هوایی هند (خنجرهای پرنده) در ژوئیه ۲۰۱۶ عملیاتی شد. (مستقر در پایگاه نیروی هوایی سولور در کویمباتور) دومین اسکادران تجاس مارک ۱، اسکادران ۱۸، در پایگاه نیروی هوایی سولور در ۲۷ مه ۲۰۲۰ تشکیل شد. این جنگنده، نخستین حضور بین‌المللی خود را در ۲۱ ژانویهٔ ۲۰۱۶ در چهارمین نمایشگاه بین‌المللی هوایی بحرین انجام داد.
در ۱۸ اوت ۲۰۲۰، نیروی هوایی هند، اسکادران شماره ۴۵ خود، موسوم به «خنجرهای پرنده» را در جبههٔ غربی هند و در امتداد مرز پاکستان (خط کنترل) مستقر کرد. این نخستین استقرار عملیاتی تجاس بود.
در ۲۷ آوریل ۲۰۲۱، تجاس مارک ۱ موشک پایتون-۵ را با موفقیت آزمایش کرد. هر دو موشک آزمایش‌شده، مستقیماً به اهداف تعیین‌شده برخورد کردند.

## کاربران
هند
نیروی هوایی هند مجموعاً ۱۲۳ تجاس سفارش داده شده‌است. ۴۰ فروند تجاس مارک ۱ در مارس ۲۰۰۶، برای تحویل در سال ۲۰۱۶ سفارش داده شد. تعداد ۸۳ فروند دیگر نیز در فوریهٔ ۲۰۲۱ سفارش داده شد.
- پایگاه نیروی هوایی سولور
  - اسکادران شماره ۴۵ (خنجرهای پرنده)[۲۴]
  - اسکادران شماره ۱۸ (گلوله‌های پرنده)[۲۵][۲۶][۱۵]

### کاربران بالقوه
نیروی هوایی هند با انجام مذاکرات اولیه با چندین کشور دوست، صادرات تجاس را پیشنهاد کرد. در مارس ۲۰۲۰ گزارش شد که نیروی هوایی هند مایل به راه‌اندازی تأسیسات لجستیکی در اندونزی، مالزی، سری‌لانکا و ویتنام به‌عنوان بخشی از صادرات بالقوهٔ تجاس است.

## ویژگی‌های فنی (تجاس مارک ۱)
داده‌ها از tejas.gov.in, DRDO Techfocus, Jane's All the World's Aircraft,
ویژگی‌های عمومی
- خدمه: ۱ یا ۲
- طول: ۱۳٫۲ متر (۴۳ فوت ۴ اینچ)
- پهنای بال: ۸٫۲ متر (۲۶ فوت ۱۱ اینچ)
- ارتفاع: ۴٫۴ متر (۱۴ فوت ۵ اینچ)
- مساحت بال‌ها: ۳۸٫۴ متر مربع (۴۱۳ فوت مربع)
- وزن خالی: ۶٬۵۶۰ کیلوگرم (۱۴٬۴۶۲ پوند)
- وزن ناخالص: ۹٬۸۰۰ کیلوگرم (۲۱٬۶۰۵ پوند)
- بیشترین وزن برخاست: ۱۳٬۵۰۰ کیلوگرم (۲۹٬۷۶۲ پوند) [۳۱]
- ظرفیت سوخت: ۲٬۴۵۸ کیلوگرم (۵٬۴۱۹ پوند) مخزن داخلی؛ ۲ × ۱٬۲۰۰ لیتر (۲۶۰ گالون بریتانیایی؛ ۳۲۰ گالون آمریکایی), ۸۰۰ لیتر (۱۸۰ گالون بریتانیایی؛ ۲۱۰ گالون آمریکایی) مخزن خارجی مخزن ذخیره، ۷۲۵ لیتر (۱۵۹ گالون بریتانیایی؛ ۱۹۲ گالون آمریکایی) مخزن خارجی زیر بدنه
- ظرفیت بارگیری خارجی: ۵٬۳۰۰ کیلوگرم (۱۱٬۷۰۰ پوند)[۳۱]
- پیشرانه: ۱ عدد توربوفن جنرال الکتریک اف۴۰۴, ۸۵ کیلونیوتن (۱۹٬۰۰۰ پوند-نیرو) با پس‌سوز[۳۲]

عملکرد
- حداکثر سرعت: ۲٬۲۲۰ کیلومتر بر ساعت (۱٬۳۸۰ مایل بر ساعت، ۱٬۲۰۰ گره)
- حداکثر سرعت: ۱٫۶'"`UNIQ--ref-۰۰۰۰۰۰۴۰-QINU`"' ماخ
- بُرد: ۱٬۸۵۰ کیلومتر (۱٬۱۵۰ مایل، ۴۵۹ مایل دریایی)
- بُرد رزمی: ۵۰۰ کیلومتر (۳۱۰ مایل، ۲۷۰ مایل دریایی) با مخازن سوخت داخلی[۳۳]
- بُرد معبر: ۳٬۲۰۰ کیلومتر (۱٬۹۸۶ مایل، ۱٬۷۲۶ مایل دریایی) با دو مخزن سوخت خارجی[۳۳]
- مداومت پروازی: ۴ ساعت
- حداکثر ارتفاع: ۱۶٬۰۰۰ متر (۵۲٬۵۰۰ فوت) [۳۱]
- حد شتاب جی: -۳٫۵ / +۹[۳۴]
- بارگیری بال: ۲۵۵٫۲ کیلوگرم بر متر مربع (۵۲٫۳ پوند بر فوت مربع)
- نیرو/وزن: ۰٫۹۴[۳۵]

تسلیحات

- اسلحه‌ها: توپ داخلی ۲۳میلی‌متری گریازیف شیپونوف گش-۲۳
- آویزگاه‌های حمل سلاح: مجموعا ۸ با ظرفیت ۵۳۰۰ کیلوگرم، با قابلیت حمل ترکیبی از:
  - راکت‌ها: پادهای (پیش‌بینی شده) راکت اس-۸[۳۶]
  - موشک‌ها: 
موشک‌های هوابه‌هوا:
    -       - ویمپل آر-۷۳[۳۶]
      - I-Derby / ER[۲۲]
      - پایتون-۵[۲۲]
      - موشک آسرام[۳۷] (planned)
      - موشک آسترا مارک ۱ (planned)[۳۸]
      - ویمپل آر-۷۷ (planned)[۳۹]

    - موشک‌های هوابه‌سطح
      - Kh-59ME, Kh-59L, Kh-59T
      - AASM-Hammer (SBU-38/54/64)[۴۰]
      - BrahMos-NG (موشک کروز هواپایه)[۴۱](planned)

موشک ضدرادار
- -     -       - Rudram-1 (Planned)[۴۲]

موشک ضدکشتی
- -     -       - خا-۳۵
      - Kh-59MK

  - بمب‌ها: 
بمب‌های هدایت‌شونده
    -       - بمب اسپایس[۴۳]
      - HSLD-100/250/450/500
      - DRDO Glide Bombs
      - DRDO SAAW

    - بمب‌های هدایت لیزری
      - KAB-1500L
      - جی بی یو-۱۶
      - سودارشان
      - Griffin LGB[۴۴]

    - بمب‌های خوشه‌ای
      - RBK-500[۳۶]

    - بمب‌های هدایت ناپذیر
      - ODAB-500PM
      - ZAB-250/350
      - BetAB-500Shp
      - FAB-500T
      - FAB-250
      - OFAB-250-270
      - OFAB-100-120

اویونیکس

- رادار کنترل آتش[۲۲]
- سامانه‌های دفاعی پیشرفته رافائل لایتنینگ[۴۵]
- DARE پاد هدف‌گیری
- DARE Unified Electronic Warfare Suite (UEWS) for Tejas Mk1A (planned)[۴۶]
- آرایه اسکن الکترونیکی فعال Elta EL/M 2052 Act for the first batch of 20 Tejas Mark 1A (planned)[۴][۴۷][۴۸]
- LRDE Uttam AESA Radar will be integrated from 21st Tejas Mark 1A (planned)[۴۹]